# Kvädet om Trym

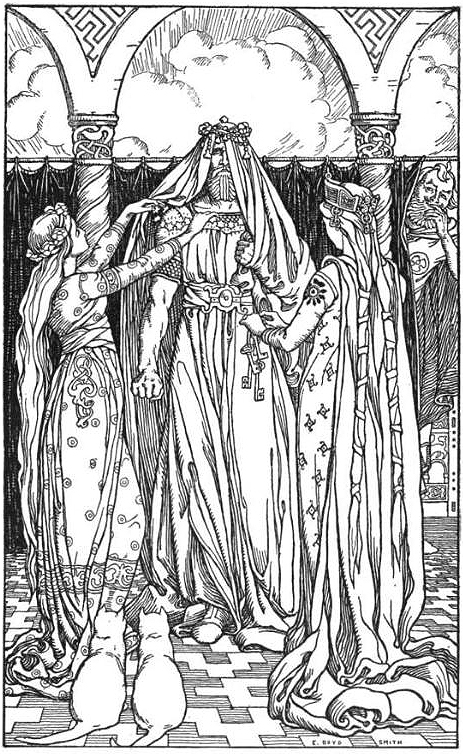
Tor kläds till brud.

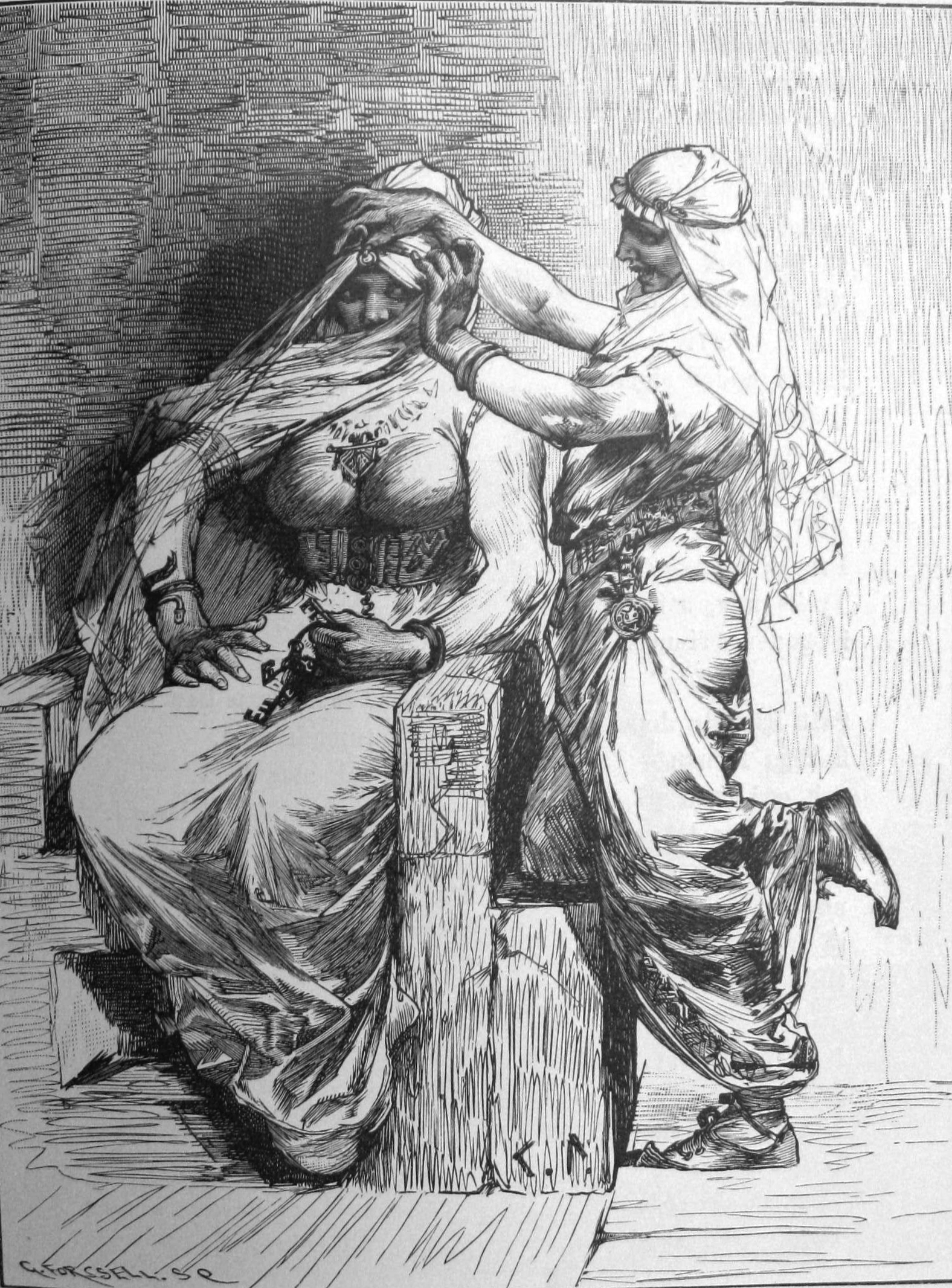
"Tor såsom Freja". (Loke som tärna.) Etsning av Carl Larsson (1893)

Trymskvädet eller Kvädet om Trym, fornvästnordiska Þrymskviða, är en dikt ur den Poetiska Eddan och finns bevarad i Codex Regius. Den har översatts till svenska av bland annat Erik Brate, Åke Ohlmarks och Björn Collinder.
Tors hammare har rövats bort av jätten Trym som kräver att få Freja till maka för att lämna tillbaka den. För att få tillbaka den, klär då Tor ut sig till Freja och reser till bröllopet med Loke som brudtärna. När Tor sedan lyckas få tag på hammaren, dräper han Trym och hela hans hushåll.
Motivet finns även i nordiska folkvisor från 1500-talet, bland annat i den svenska folkvisan Hammarhämtningen.